# Hotel Salvador
L'Hotel Salvador è un edificio storico ubicato nel centro storico di Torreón, nello stato di Coahuila, nel nord del Messico. Fu uno dei primi grandi edifici ad essere costruiti nella città.

## Storia
Il 22 marzo 1888, il colonnello Carlos González Montes de Oca acquistò il lotto numero sei e altri lotti di terreno del centro di Torreón, dove costruì magazzini, uffici e una casa. Intorno al 1901, l'ingegnere Federico Wulff, decise di stabilirsi nella cittadina di Torreón e Carlos González gli affidò la costruzione di un albergo sul terreno all'angolo tra le Avenida Hidalgo e Calle Zaragoza, nel centro della città, con l'obiettivo di offrire una lussuosa struttura ricettiva in stile europeo agli industriali, proprietari terrieri e ai ricchi commercianti che visitavano la città. La costruzione iniziò nel 1904 e l'hotel venne inaugurato il 17 aprile 1906, Carlos González gli diede il nome di Hotel Salvador, perché così si chiamava il suo secondo figlio: Salvador González Fariño. Il 2 ottobre 1913, dopo aver preso Torreón, Pancho Villa soggiornò in questo hotel e lì catturò e arrestò il magnate Rafael Arocena y Arbide, il "Re del Cotone". Lo liberò dopo qualche giorno quando il magnate gli consegnò più di duecentomila pesos messicani in oro nazionale, come "prestito forzoso", per la causa rivoluzionaria. Il 19 ottobre 1915, presso l'Hotel Salvador, il presidente del Messico Venustiano Carranza, accompagnato da Luis Cabrera, dal generale Álvaro Obregón e da altri militari, ricevette il telegramma con cui il governo degli Stati Uniti, lo riconosceva come presidente del Messico. Per annunciare l'evento, uscì sul suo terrazzo per salutare la gente di Torreón; una foto ha catturato quel momento. Celebrità dell'epoca come Dolores del Río e lo storico italo-messicano Adolfo Dollero, vennero ospitate in questo albergo. Al piano terra era attivo il famoso magazzino "El Puerto de Liverpool".  Dopo un paio di cambi di gestione, ha chiuso i battenti a metà degli anni '80. Il 25 aprile 1996, il Consiglio comunale di Torreón pubblicò nella "Gaceta Municipal", (Gazzetta Municipale), il regolamento per la protezione e la conservazione degli edifici e dei monumenti che costituiscono il patrimonio culturale di Torreón, Coahuila, nell'elenco è menzionato l'edificio dell'Hotel Salvador, situato nell'angolo sud-est dell'incrocio tra la Calle Zaragoza Sur e Av. Hidalgo Ovest.

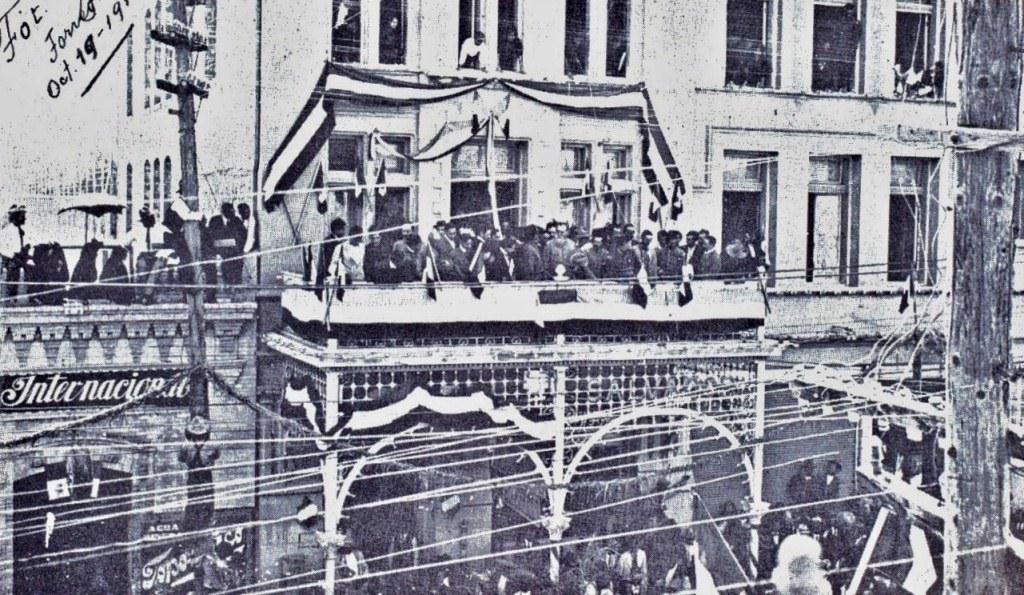
Venustiano Carranza sulla terrazza dell'hotel Salvador di Torreón, il 19 ottobre 1915

Nel 1910, lo storico italo-messicano Adolfo Dollero soggiornò nell'hotel e descrisse così il suo soggiorno nella sua cronaca: México al día (impresiones y notas de viaje), "Messico oggi, impressioni e note di viaggio", pubblicata a Parigi nel 1911:
| (ES): "Nos alojamos en el Hotel Salvador, verdadero palacio digno de una gran ciudad y provisto de todas las comodidades modernas: Luz eléctrica, timbres eléctricos, elevador hidráulico, en fin, todo el confort deseable. Nos parecía que nos habíamos transportado a Nueva York o a Chicago”.         |
| (IT): “Abbiamo alloggiato all'Hotel Salvador, un vero palazzo degno di una grande città e dotato di tutti i comfort moderni: luci elettriche, campanelli elettrici, un ascensore idraulico, insomma, ogni comfort desiderabile. Ci siamo sentiti come se fossimo stati trasportati a New York o Chicago.” |

## Descrizione
L'albergo ha un'architettura eclettica in stile vittoriano, dispone di quattro piani, il piano terra è ad uso commerciale, con negozi e altre attività, mentre i tre piani superiori, erano quelli adibiti ad albergo. L'ingresso si affaccia su Avenida Hidalgo, all'angolo sinistro della facciata, vi è la terrazza che copre l'ingresso, in ferro battuto, da dove si affacciò il presidente del Messico, Venustiano Carranza, che reca ancora il nome HOTEL SALVADOR. Un portone in ferro battuto, da accesso alle scale e all'ascensore che porta ai piani superiori. Nel punto più alto del terzo piano, sopra una finestra ad arco al centro della facciata, c'è un orologio. Disponeva di 72 camere con bagno e telefono in ogni stanza, oltre a offrire acqua calda 24 ore al giorno.

## Altre risorse
- Città di Torreón
- Stato di Cohuila
- Canal de La Perla